# Neolenticulina
Neolenticulina es un género de foraminífero bentónico de la subfamilia Lenticulininae, de la familia Vaginulinidae, de la superfamilia Nodosarioidea, del suborden Lagenina y del orden Lagenida. Su especie tipo es Neolenticulina chathamensis. Su rango cronoestratigráfico abarca desde el Plioceno hasta la Actualidad.

## Clasificación
Neolenticulina incluye a las siguientes especies:
- Neolenticulina antarctica
- Neolenticulina chathamensis
- Neolenticulina dissensa
- Neolenticulina occidentalis
- Neolenticulina peregrina
- Neolenticulina strigosa
- Neolenticulina variabilis